# Diplolepis mucronata
Diplolepis mucronata är en oleanderväxtart som först beskrevs av Joseph Decaisne, och fick sitt nu gällande namn av Hechem och C.Ezcurra. Diplolepis mucronata ingår i släktet Diplolepis och familjen oleanderväxter. Inga underarter finns listade i Catalogue of Life.